# Chevrolet Parkwood
Chevrolet Parkwood – samochód osobowy klasy wyższej produkowany pod amerykańską marką Chevrolet w latach 1959–1961. 

## Historia i opis modelu

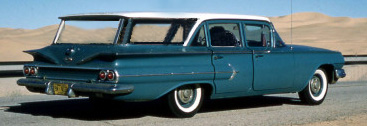
Chevrolet Parkwood - tył

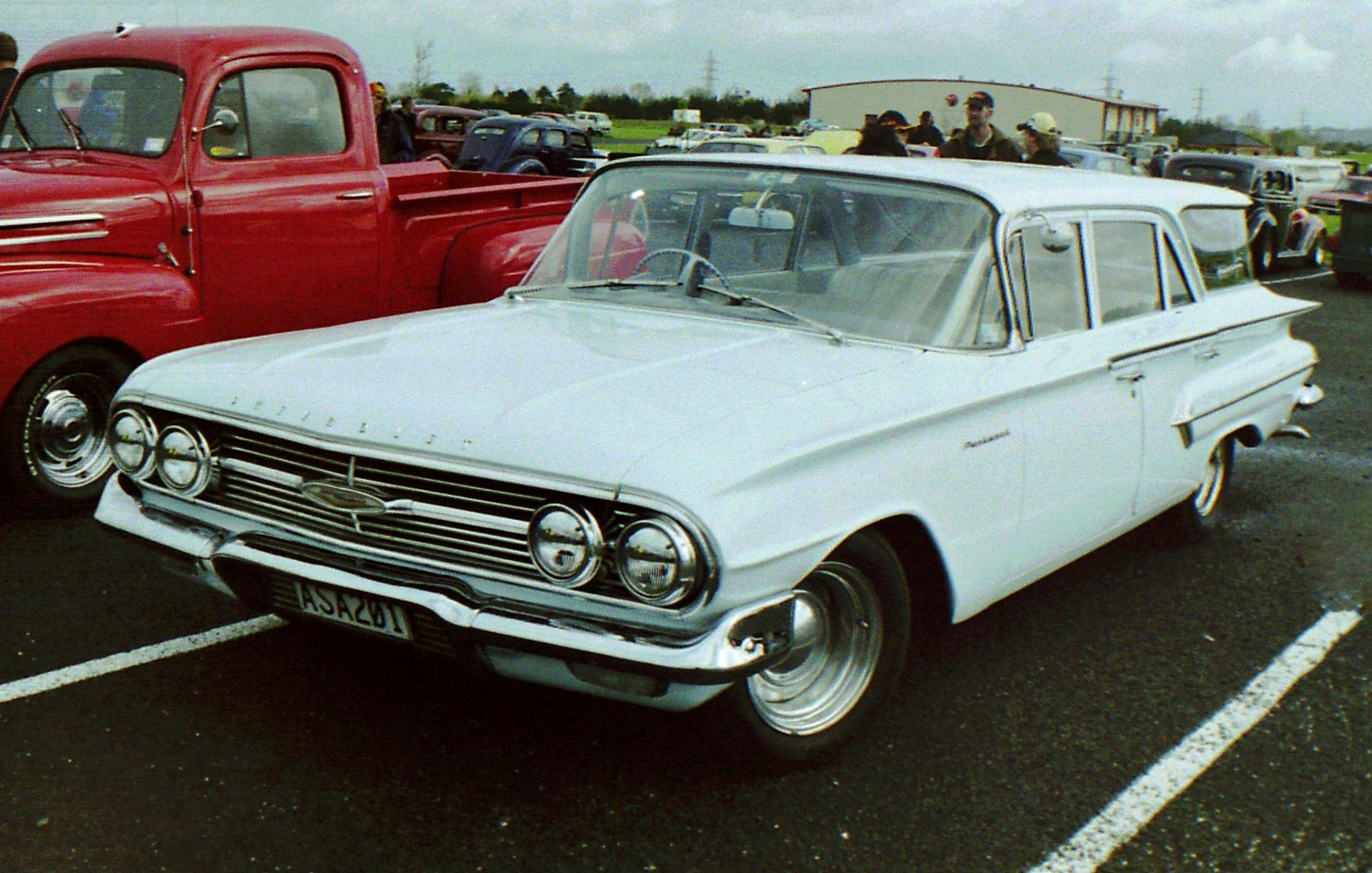
Chevrolet Parkwood po liftingu

Model Parkwood pojawił się w ofercie Chevroleta w 1959 roku jako duże kombi stanowiące bardziej luksusową i wyżej pozycjonowaną alternatywę dla identycznego modelu Brookwood, który oferował o 3 więcej miejsc dla pasażerów w kabinie pasażerskiej.

### Lifting
Po roku produkcji Chevroleta Parkwood, samochó przeszedł obszerną restylizację karoserii, zyskując gruntownie przestylizowany pas przedni, a także tylną część nadwozia.

### Silniki
- L6 3.9l Blue Fame
- V8 4.6l Turbo Fire
- V8 5.7l W-Series